# Romana Maggiora Vergano
Romana Maggiora Vergano, née le 1er novembre 1997 à Rome, est une actrice italienne.

## Biographie
À partir de 2018, Romana Maggiora Vergano joue des petits rôles dans quelques séries télévisées italiennes, notamment Un sacré détective, Il silenzio dell'acqua, Liberi tutti et Chiamami ancora amore. À partir de 2022, elle joue le rôle de Michela Greco dans Christian, une série télévisée de gangsters diffusée sur Sky Atlantic.
En 2018, elle apparaît pour la première fois dans un long métrage, interprétant Michela dans le film L'ultimo piano (it), distribué uniquement en vidéo à la demande. En 2020, à l'occasion de la VIIIe édition, elle reçoit le Premio Vincenzo Crocitti International.
Elle fait ses débuts au cinéma en tant qu'actrice principale dans Gli anni belli (it), une comédie sortie en 2022. En 2023, elle est appelée à rejoindre la distribution d'Il reste encore demain, le premier film de Paola Cortellesi en tant que réalisatrice, dans lequel elle joue le rôle de Marcella, la fille de la protagoniste Delia.

## Filmographie

### Actrice de cinéma
- 2018 : L'ultimo piano (it), de plusieurs réalisateurs
- 2018 : Ci sarà tempo, de Simone Ciancotti Petrucci - court-métrage
- 2021 : Anni da cane (it), de Fabio Mollo
- 2022 : Gli anni belli (it), de Lorenzo d'Amico de Carvalho (it)
- 2022 : Come le tartarughe (it), de Monica Dugo (it)
- 2023 : Il reste encore demain (C'è ancora domani), de Paola Cortellesi
- 2024 : Cabrini, d'Alejandro Monteverde
- 2024 : Prima la vita (Il tempo che ci vuole), de Francesca Comencini

### Actrice de télévision
- 2018 : Immaturi - La serie – série télévisée, 8 épisodes
- 2018 : Un sacré détective (Don Matteo) – série télévisée, épisode 11x12
- 2019 : Il silenzio dell'acqua – série télévisée, épisodes 1x02-1x03
- 2019 : Liberi tutti – série télévisée, 5 épisodes
- 2021 : Chiamami ancora amore – minisérie télévisée, épisode 5
- 2022 : Christian – série télévisée
- 2024 : La Storia – série télévisée